# Seaforth River
Der Seaforth River ist ein Fluss im Südwesten der Südinsel Neuseelands und Teil des Fiordland-Nationalparks. 

## Geographie
Die Quellflüsse liegen in einem Talkessel südwestlich der 1638 m hohen Black Giants und bilden einen kleinen namenlosen See. Der Abfluss erfolgt in südlicher Richtung. Das entsprechende Tal trennt die Dingwall Mountains im Westen von den Matterhorn Mountains im Osten. Am Zusammenfluss mit dem Kintail Stream knickt der Fluss nach Südwesten ab, im Nordwesten nun die Braan Mountains, im Südosten die Kilcoy und Heath Mountains. Unterwegs führt er das Wasser zahlreicher Bäche ab, in deren Verläufen die Rebecca Falls, Clark Cascade und der Ida Mary Waterfall liegen. Zudem durchströmt er die Seen Gair Loch und Loch Maree, bevor er in die Supper Cove des Tamatea / Dusky Sound mündet, einen Meeresarm der Tasmansee.

## Geschichte
Der Fluss erhielt zunächst 1773 von Richard Pickersgill den Namen Alarm River, nachdem Besatzungsmitglieder der Resolution auf Enten schossen und dadurch versehentlich Māori alarmierten. 1894 erblickte Thomas Mackenzie, aus dem Tal des Spey River kommend, den Fluss vom Mackenzie Pass aus und benannte ihn als Seaforth River, nach einem eigenen Familienzweig.

## Infrastruktur
Das Flusstal ist nicht mit dem Auto erreichbar, es führt jedoch der Dusky Track vom Lake Hauroko kommend durch den mittleren Teil des Tals und anschließend hin zum Lake Manapouri. Ein Abstecher zur Mündung des Flusses am Dusky Sound ist ebenfalls möglich. Entlang des Wanderwegs liegen mehrere Hütten.